# Estilema
El estilema, o rasgo estilístico, es el elemento distintivo de un estilo de una obra artística. El término se utiliza para todas las formas de arte.

## Lingüística
En lingüística, el estilema es el elemento formal o lingüístico que distingue la escritura particular de un autor, el llamado usus scribendi.
La expresión latina usus scribendi (manera de escribir) se refiere a todas aquellas normas o hábitos sintácticos, morfológicos y gramaticales atribuibles a un determinado período histórico literario o a un autor en particular.
El estudio del usus scribendi, es decir, de las características estilísticas de un texto o de un autor, es una herramienta útil para que los filólogos restablezcan la corrección formal del texto, para decidirse por una lección u otra en la reconstrucción del texto crítico de una obra; también ayuda a los historiadores de la literatura a atribuir una obra, que nos ha llegado de forma anónima, a una época concreta, a un autor en particular o, incluso, a idénticas a un escriba, un corrector o un editor específico.

## Artes figurativas
En las artes figurativas, el estilema se refiere a los rasgos distintivos que pueden caracterizar la obra de un pintor, escultor o arquitecto, pero también al conjunto de rasgos distintivos de un período estilístico: por ejemplo, los rasgos estilísticos del románico o gótico, etc. 
En las artes menores, aquella que identifica los rasgos distintivos de un estilo decorativo en un momento histórico preciso: los rasgos estilísticos del “estilo arcaico” en la cerámica bajomedieval, por ejemplo.

## Música
En música, el estilema identifica los rasgos distintivos de las obras musicales o de cada músico en particular.

## Diseño
El término rasgo estilístico se usa ampliamente en el diseño industrial donde parece más apropiado que el término estilo para indicar los rasgos característicos de una línea de producción particular.